# Варязький деканат
Ва́рязький деканат — колишня структурна одиниця Холмської (до 1772) та Перемишльської (1772-1946) єпархій греко-католицької церкви з центром у м. Варяж. Очолював деканат декан.

## Територія
Описи деканату (матеріали візитацій) починаючи з 1748 року наявні в Перемишльському архіві.
У 1831 р. деканат налічував 7 парафій (Войславичі, Тудорковичі, Угринів, Варяж, Гільче, Ліски і Довжків).
В 1936 році у Варязькому деканаті було 14 парафій:
1. Парафія м. Варяж із філіями в с. Лубів, с. Варяж та приходом у с. Городище, с. Лівче;
2. Парафія с. Войславичі з філією в с. Печигори;
3. Парафія с. Гільче з філією в с. Сулимів та приходом у присілку Хохлів;
4. Парафія с. Довжків з філіями в с. Миців, с. Вижлів та приходом у присілку Винники;
5. Парафія с. Жнятин;
6. Парафія с. Конотопи з філією в с. Опільсько;
7. Парафія с. Ліски з філією в с. Костяшин;
8. Парафія с. Нисмичі з філією в с. Ниновичі;
9. Парафія с. Переводів;
10. Парафія с. Теляж;
11. Парафія с. Тудорковичі з філією в с. Старгород та приходом у присілку Шихтори;
12. Парафія с. Угринів;
13. Парафія с. Ульвівок з філією в с. Городиловичі;
14. Парафія с. Хоробрів.

### Декан
- 1936 — о. Іван Кашубинський в Угринові.

### Кількість парафіян
1936 — 17 804 особи.
Деканат було ліквідовано в 1946 р.